# WD-40

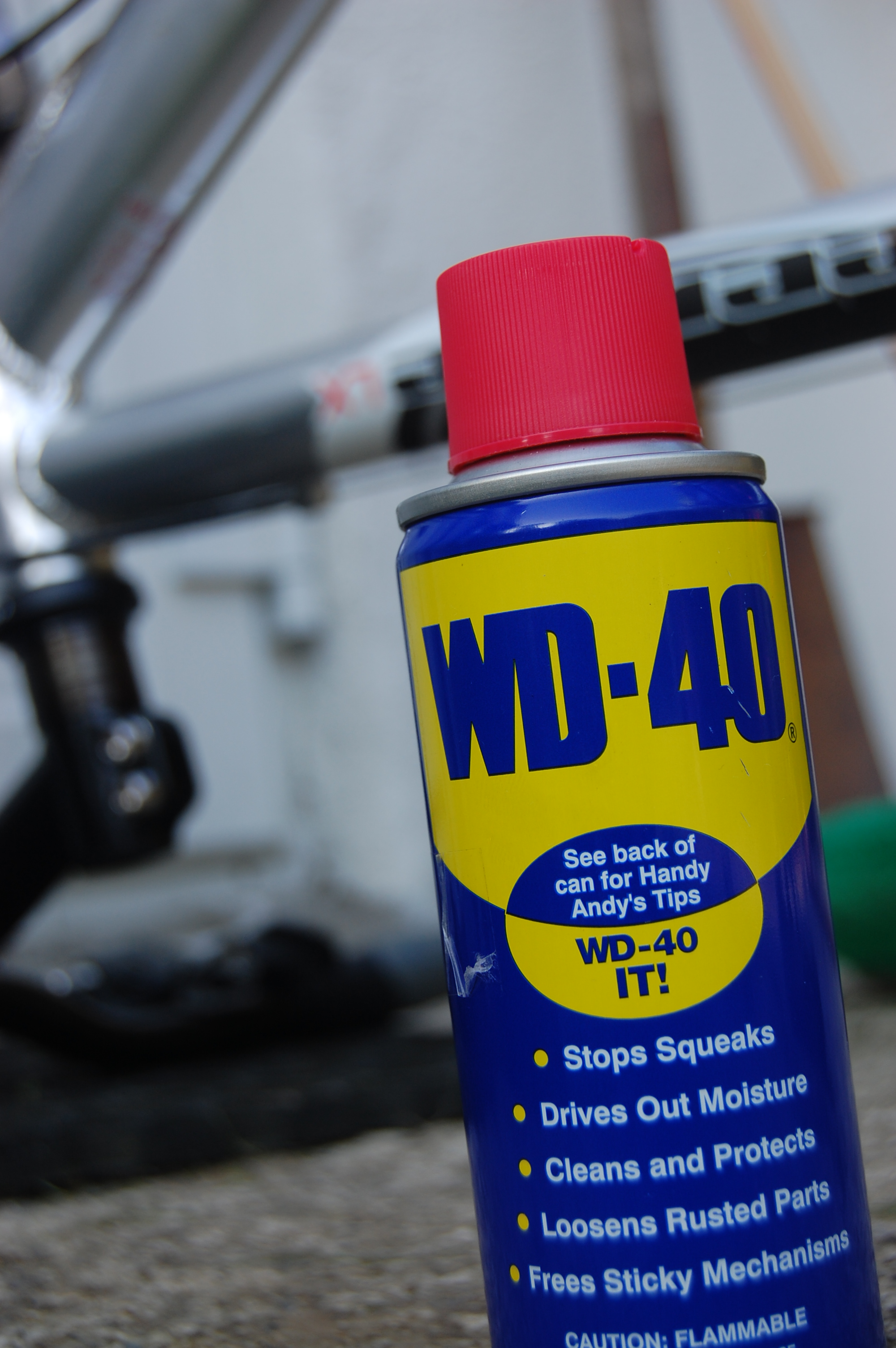
Аерозольний балон WD-40

WD-40 — американська компанія і торгова марка відомого аерозольного препарату, розробленого Норманом Ларсеном в 1953 році для «Rocket Chemical Company» в Сан-Дієго, Каліфорнія. Спочатку препарат був розроблений для промислових споживачів як водовідштовхувальний засіб, що запобігає корозії. Пізніше було встановлено, що він також має безліч можливостей для побутового застосування.
За корпоративною легендою, хімічний склад продукту був розроблений із сорокової спроби (WD-40 як скорочення від «витиснення води — сорокова спроба», англ. Water Displacement — 40th Attempt). Продукт складається в основному з різних вуглеводнів. WD-40 вперше був використаний в компанії Convair для захисту зовнішньої обшивки ракет Атлас від корозії. На полицях крамниць Сан-Дієго продукт вперше з'явився в 1958-му році.

## Склад
Склад WD-40 є комерційною таємницею. Продукт не був запатентований аби вберегтись від розкриття деталей його приготування. Основні інгредієнти WD-40 згідно з сертифікату безпечності матеріалу США є наступним:
- 50 % аліфатичні сполуки. Виробник спеціально підкреслює, що це не зовсім уайт-спіріт в сучасному складі WD-40.[7]
- <25 % мінеральна олива;
- 12-18 % інший, летучий аліфатичний гідрокарбон, що зменшує в'язкість при використанні як аерозолю. Він випаровується при застосуванні.
- 2-3 % карбон діоксид, як витіснювач.
- 10 % інертні інгредієнти

## Застосування
Довгостроковий активний інгредієнт є нелетким, в'язким мастилом, яке залишається на поверхні, забезпечуючи змазку і захист від вологи. Його розбавляють з летючим вуглеводнем невисокої в'язкості, що може розпорошуватись і, таким чином, проникати у щілини. Летючий вуглеводень потім випаровується, залишаючи лише мастило.
Ці властивості роблять продукт зручним для видалення бруду і залишків, вивільнення застряглих гайок і болтів, також для послаблення заїлої блискавки тощо.

## Компанія WD-40

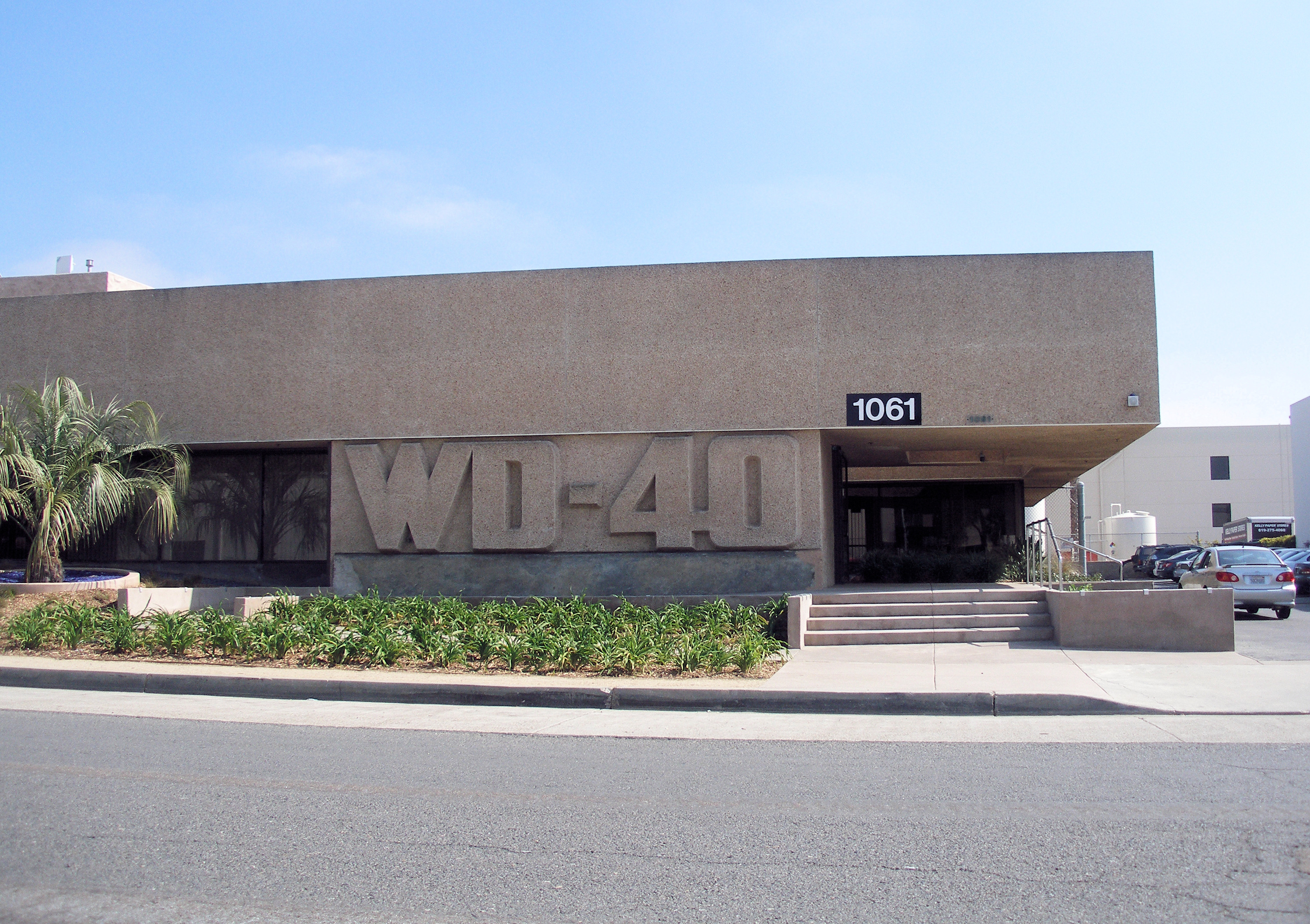
Штаб-Квартира «WD‑40» в Сан-Дієго

«Rocket Chemical Company» була заснована в 1953. У 1969 році Джон С. Баррі, ставши її президентом, змінив назву на WD-40 на тій підставі, що ракетно-хімічна компанія не виробляє ракети. У 1973 році компанія стала публічною, розмістивши свої акції на біржі NASDAQ (символ акції WDFC). В останні роки WD-40 придбала кілька продуктових лінійок, додавши такі бренди як «3-IN-ONE», «LAVA», «Spot Shot», «X-14» і деякі інші.
Штаб-квартира компанії до цих пір знаходиться в Сан-Дієго, Каліфорнія. Продукція продається в більш ніж 160 країнах світу. Дохід за 2010 фінансовий рік перевищив 300 млн доларів США.